# Tympanota crypsipyrrha
Tympanota crypsipyrrha är en fjärilsart som beskrevs av Louis Beethoven Prout 1916. Tympanota crypsipyrrha ingår i släktet Tympanota och familjen mätare. Inga underarter finns listade i Catalogue of Life.